# Правило де Валя
Правило де Валя — правило словообразования, разработанное балтийским немцем, морским офицером и учителем Эдгаром де Валем и примененное в плановом языке международного общения Интерлингве, который также был его детищем.
Правило служило для образования некоторых изменённых грамматических форм, таких как прилагательные и существительные, от глагольного инфинитива.
Эдгар де Валь наблюдал за существующими моделями звуковых изменений, происходящих в естественных языках (d в s, r в t и т. д.). Цель его правила заключалась в том, чтобы преобразовать эти паттерны в регулярную и логичную систему, воспроизводимую, но при этом естественную по внешнему виду.

## Правило
Глагольные инфинитивы в интерлингве оканчиваются на -ar, -ir или -er. Корень получен следующим образом:
1. Если после удаления -r или -er инфинитива корень оканчивается на гласную, добавляется окончание -t: crea/r, crea/t-, crea/t/or; peti/r, peti/t-, peti/t/ion.
2. Если корень оканчивается на согласные d или r, они изменяются на s: decid/er, deci/s-, deci/s/ion; adher/er, adhe/s, adhe/sion; elid/er, eli/s-, eli/s/ion.
3. Во всех остальных случаях, за исключением шести, удаление окончания дает точный корень: duct/er, duct-, duct/ion; emiss/er, emiss-, emiss/ion.

Этими шестью исключениями являются:
1. ced/er, cess-
2. sed/er, sess-
3. mov/er, mot-
4. ten/er, tent-
5. vert/er, vers-
6. veni/r, vent-

а также глаголы, образованные от них с помощью префиксов.
Поскольку правило состоит из трех частей, оно также известно как «три правила де Валя».
Существительные и прилагательные образуются путем удаления окончания и получения корня. После добавления -r или -er в большинстве случаев получается инфинитив: decora/t/ion, decora/t-, decora/r.

## Применение
Это правило было впервые применено в языке Интерлингве. Оно также используется в языке Sambahsa. После возможной модификации это правило может быть применимо для создания новых форм слова, особенно в романских языках или в языках, лексика которых заимствована из романских языков.